# Nova eSports
NOVA電子競技俱樂部（NOVA Esports）是在香港成立的國際性的電子競技俱樂部，戰隊名稱Nova之意為“新星”，目前俱樂部以手遊電子競技項目為主，目前拥有《部落衝突－皇室戰爭》、《英雄联盟：激斗峡谷》、《和平精英》、《王者荣耀》、《部落冲突》、《決勝時刻：Mobile》等分部。曾於2018年、2019年獲評為騰訊電競十大最具影響力俱樂部之一，其口號為"NOVA strong"！

## 分部
NOVA Esports目前拥有7个不同项目的分部，分别为皇室战争，王者荣耀，部落冲突，传说对决，荒野乱斗，FIFAOnline4及和平精英。传说对决项目NOVA有3个分部分别以欧洲及拉丁美洲战队名义参加该项目地区的职业比赛，而NOVA除了在欧美个各自分部之外，在2019NOVA宣布和GCS联赛和MS战队合并更名为NVM参加台湾的GCS职业联赛。王者荣耀则以欧洲名义参加KRKPL联赛，而皇室战争，部落冲突，及FIFAOline4则以中国战队的名义参加以上项目的职业比赛。PUBG MOBILE以外卡赛区战队参加该项目比赛，而和平精英则收购X-Quest更名Nova-XQF的名义参加PEC联赛。荒野乱斗以欧美及欧美选手为主参加荒野乱斗世界杯。
NOVA电子竞技俱乐部分部名字
| 项目               | 名称                        | 国家/地区 | 主要比赛                     | 备注                         |
| ------------------ | --------------------------- | --------- | ---------------------------- | ---------------------------- |
| 部落冲突：皇室战争 | NOVA Esports                | 中国大陆  | 皇室战争CRL联赛              |                              |
| 王者荣耀           | Nova Esports                | 欧盟      | KRKPL联赛                    |                              |
| 部落冲突           | Nova毛豆                    | 中国大陆  | 部落冲突全球锦标赛           |                              |
| 荒野乱斗           | Nova Esports                | 欧盟      | 荒野乱斗全球总决赛           |                              |
| 特戰英豪           | Nova Esports                | 中国大陆  | VCT中國賽區                  |                              |
| 鬥陣特攻           | Nova esports                | 臺灣      | 太平洋OC職業聯賽             |                              |
| 传说对决           | Nova Esports                | 欧盟      | 传说对决欧洲系列赛           | 传说对决欧洲分部             |
| 传说对决           | Nova Esports LATAM          | 南美洲    | 传说对决拉丁美洲系列赛       | 传说对决拉丁美洲及南美洲分部 |
| 传说对决           | Nova Monster Shield esports | 臺灣      | GCS职业联赛                  | 与原GCS联赛的MS怪兽电竞合并  |
| PUBG Mobile        | Nova Esports                | 香港      | WildCard Finals外卡赛区      |                              |
| 王者荣耀           | Nova Espotrs West           | 欧盟      | WGC王者荣耀项目              | 王者荣耀欧洲分部             |
| FIFA Online4       | Nova Esports                | 中国大陆  | FIFA Online4冠军杯           |                              |
| 和平精英           | Nova-XQF                    | 中国大陆  | PEC职业联赛 PEL职业联赛 PMGC |                              |

榮譽
《皇室战争》
2018年
CRL中國賽區春季賽冠軍
CRL中國賽區秋季賽冠軍
CRL全球總決賽冠軍
2019年
CRL中國賽區春季賽冠軍
CRL中國賽區秋季賽冠軍
CRL全球總決賽六強
2020年
CRL東方賽區秋季賽冠軍
《鬥陣特攻》
2018年太平洋OC職業聯賽總亞軍
2019年太平洋OC職業聯賽總亞軍
《王者荣耀》
2019年KRKPL春季赛总冠军
2019年世冠杯八强
《王者荣耀》 
WildCard Finals外卡总决赛冠军
《部落冲突》
2019年世界锦标赛8月预选赛冠军
2019年全球锦标赛世界冠军
《荒野乱斗》
Dreamhack赛亚军
全球总决赛冠军
《FIFAonline4》
Star League Season6 春季联赛前三名並夺得季后赛资格

## 皇室戰爭分部
Nova皇室战争分部于2016年成立，其香港成員Aaron曾為亞洲盃冠軍，墨西哥成員sergioramos:)曾獲得2017年於英國倫敦舉辦之第一屆全球錦標賽冠軍（該年世界賽為個人賽賽制），該年全球錦標賽4強中有三人紫袍加身，NOVA戰隊再度於2018年奪下於日本東京舉辦的全球總決賽冠軍（該年世界賽為團體賽賽制），成員Lciop為2018年雅加達-巨港亞運電子競技示範賽勇奪亞軍，戰隊又於2019年斬獲在南韓釜山舉辦的荒野亂鬥世界盃冠軍。曾獲得皇室戰爭職業聯賽中國賽區2018、2019春季賽、秋季賽冠軍。
现役成员
|      | 遊戲名稱           | 備註       |
| ---- | ------------------ | ---------- |
| 中国 | 諾克發的力量 Lciop | 队长       |
| 中国 | 小陳 Little Chen   | 選手       |
| 中国 | 小鋼砲 Rain        | 選手       |
| 中国 | 唉呦仔397 Auk      | 選手       |
| 中国 | 單王 D.King        | 選手       |
| 美国 | CRS                | 選手       |
| 中国 | 帽子 Mouz          | 教練       |
| 中国 | 小K Xiaok          | 助理教練   |
| 中国 | 北极光 Aurora      | 數據分析師 |
| 中国 | Even               | 戰隊經理   |

退役队员及转会队员
|          | 遊戲名稱             |                  |
| -------- | -------------------- | ---------------- |
| 臺灣地區 | YaoYao               | 退役             |
| 香港     | Aaron                | 退役             |
| 越南     | Legend               | 退役             |
| 墨西哥   | Sergioramos：)       | 轉隊至 SK Gaming |
| 西班牙   | Karnage              | 暫時退役         |
| 美国     | 勢不可擋 Unstoppable | 退役             |
| 香港     | 小星仔               | 退役             |
| 中国     | 逸塵                 | 退役             |

荣誉
- 皇室战争CRL联赛

2018年中國賽區春季賽總冠军（季賽第一-11勝3負）
2018年中國賽區秋季賽總冠军（季賽第一-11勝3負）
2019年中國賽區春季賽總冠军（季賽第一-11勝3負）
2019年中國賽區秋季賽總冠军（季賽第四-8勝6負）
2020年東方賽區春季賽季賽第八-2勝5負
2020年東方賽區秋季賽總冠军（季賽第二-8勝6負）
- 皇室戰爭全球總决賽

2018年全球總決賽冠軍（種子預選賽第二）
2019年全球總決賽六強
2020年全球總決賽八強
- 皇室战争個人賽

國王盃冠軍 YaoYao
亞洲盃冠軍 Aaron
2017年全球總決賽中國賽區第一種子 小陳
2017年全球總決賽中國賽區第二種子 Lciop
2017年全球總決賽賽冠軍 Sergioramos:)
2018亞運亞軍 Lciop
2018亞運季軍 Legend
2018年全球總決賽種子預選賽第二 Lciop
備註：2016年全球總決賽中國賽區第一、二種子小陳及Lciop因簽證問題無法前往倫敦參與世界賽，中國賽區派出第三、四種子所追尋的風及靜戰者，所追尋的風最後打進4強。
備註：2020年皇室戰爭CRL聯賽將中國賽區與亞洲賽區合併為東方賽區。因應2019冠状病毒病，2020春季賽、秋季賽為特別賽季，三支中國隊伍NOVA Esports、W.EDGM、TTG於上海電競場館線下對戰，亞洲其餘五支戰隊FAV Gaming、KIX team、PONOS Esports、Team Timing、Talon Esports於線上參戰，春季賽不設觀眾席，但秋季賽疫情趨緩後重設觀眾席。

## 王者荣耀分部
2023年Nova正式在成立马来西亚王者荣耀分部，并参加KAW联赛。

### 现役队员
| 位置   | 选手ID | 备注 |
| ------ | ------ | ---- |
| 主教练 | Rainer |      |
| 对抗路 | Xuan   |      |
| 打野   | Air    |      |
| 打野   | 99     |      |
| 中路   | Yian   |      |
| 中路   | Hui    |      |
| 发育路 | Muci   |      |
| 游走   | Hao    |      |
| 游走   | ZhanQ  |      |

荣誉
- 韩国王者荣耀职业联赛冠军
  - 2019年春季赛
- 王者荣耀亚洲职业联赛冠军
  - 2023年S1

### 退役及转会队员
| 位置   | 选手ID     | 动向                   |
| KRKPL  | KRKPL      | KRKPL                  |
| ------ | ---------- | ---------------------- |
| 对抗路 | Yueli      | 不详                   |
| 对抗路 | shanzi     | 不详                   |
| 对抗路 | AiLing     | 不详                   |
| 打野   | snipe      | 转会至南昌Simple       |
| 打野   | RG         | 不详                   |
| 中路   | Seek       | 不详                   |
| 发育路 | Redeem     | 不详                   |
| 辅助   | JW         | 不详                   |
| 辅助   | Ytz        | 不详                   |
| 中路   | Zen        | 转会至BL               |
| 辅助   | Xian       | 转会至M8Hexa           |
| 中路   | Zoey       | 退役                   |
| 辅助   | WanLaiFeng | 退役，回中国大陆当主播 |
| 辅助   | 87         | 退役                   |
| 打野   | Feng       | 转会至CW               |
| 主教练 | BuPing     | 转至RW侠               |
| 对抗路 | Tension    | 转至M8Hexa             |
| FUT.NV |            |                        |
| 对抗路 | Knight     |                        |
| 打野   | Lost       |                        |
| 中路   | Snape      |                        |
| 发育路 | Feng       |                        |
| 发育路 | 0307       |                        |
| 发育路 | Closer     |                        |
| 游走   | Ctboy      |                        |

### 历史
2019年初NOVA Esports宣布成立王者荣耀分部，将参加官方举办的国际王者荣耀赛前KRKPL联赛。由前AG超玩会香港籍主教练BuPing（不平）担任主教练一职。赛季前NOVA引入前KPL联赛GK战队的打野Redeem（花开），主播WanLaiFeng（晚来疯），终极高手的Tension（慌张）和中国新选手87。但KRKPL联赛规定首发只能派不超过2名中国籍选手，所以让NOVA赛季前就面临组队危机。主教练BuPing表示赛季前有多个国家的选手来NOVA试训但效果都不好，让NOVA赛季初在大名单上注册了13名选手，而主教练BuPing还自嘲NOVA大名单是足球队式的名单，而马来西亚选手Zen和Xian3月才到韩国与队伍会和。2019春季赛NOVA除了马来西亚选手Zen和Xian“迟到”其他的选手因为签证问题而进行大轮换，到了赛季尾声NOVA才正式的定下常规首发，最终只以联赛第5晋级季后赛。但季后赛NOVA几乎大爆发首轮以4比0零封对手ESC晋级季后赛第2轮，但第2轮不敌KZ掉落败者组。NOVA在败者组第1轮再以4比0零封对手CW成功晋级败者组决赛，败者组决赛面对上轮不敌KZ的NOVA越战越勇再次以4比0的比分晋级总决赛，在总决赛NOVA成功以4比2击败来自澳门的EMC战队获得2019KRKPL总冠军。
- 2019王者荣耀世界冠军杯

2019年首届王者荣耀世界冠军杯NOVA以KRKPL冠军一号种子晋级正赛，而NOVA首场比赛表现亮眼，成功在来自KPL赛区的小组对手EDG.M拿下非中国战队首个1小局胜利，虽然最终3比1不敌对手但也创下了历史。之后小组赛连续以3比0击败同赛前对手VSG和EMC，而在关键出线战NOVA3比2击败GOG成功获得小组赛出线资格，NOVA小组赛收官战再次从KPL赛区QGhappy战队拿下第2小局胜利，但是NOVA还是以3比1不敌对手，NOVA以3胜2负战绩B组排名第3晋级淘汰赛。在淘汰赛NOVA面对来自A组第2也是2019KPL赛区春季赛的总冠军eStarPro，这是KPL及KRKPL2大赛区春季赛冠军首次对决，但NOVA0比4不敌对手无缘晋级4强半决赛，以8强并列第5结束了王者荣耀世界冠军杯的征程。
- KRKPL2019秋季赛[6]

2019秋季赛常规赛NOVA赛季初因主力选手Zen和Xian离队而表现低迷，排名位列中游，让NOVA卫冕之路朦上了阴影。但到了赛季中NOVA迎来大爆发，赛季常规赛最终排名第2晋级胜者组。季后赛胜者组第1轮NOVA4比1不敌常规赛表现亮眼的SLT战队，掉落败者组。败者组第2轮NOVA迅速调整状态成功以4比1打败CW，而NOVA在败者组半决赛先赢下1局情况却被对手ROX连赢4局，被让1追4无缘晋级下轮，也无法获得2019冬季冠军杯的正赛资格，需要打预选赛。

## 英雄联盟手游分部

### 现役名单
2021年Nova成立英雄联盟手游分部，2022年获得WRL职业联赛资格
| 选手ID    | 位置 | 备注 |
| --------- | ---- | ---- |
| Y1ze      | 上单 |      |
| Nian      | 上单 |      |
| Long      | 打野 |      |
| Guoguo    | 中单 |      |
| ScarL     | 中单 |      |
| Remake    | ADC  |      |
| Sunflower | ADC  |      |
| Yami      | 辅助 |      |

### 荣誉
- 2022年英雄联盟手游全球冠军杯总冠军[7]

## 和平精英分部
于2020年PELS2赛季Nova就与XQF合并，更名为Nova-XQF（简称：NV-XQF），并获得该季总冠军。 此外，NV战队也获得2020年PEC和平精英国际冠军杯的冠军。NV战队还于同年斩获PMGC和平精英总决赛冠军，完成大满贯的成就。
2021年腾讯视频成NV和平精英分部的冠名商，战队改名成NV-腾讯视频战队。NV战队也还在2021年获得S3赛季的赛季总冠军。
2022年初，2021PMGC全球总决赛落下帷幕，经过了几天的拼搏，NV腾讯视频战队卫冕全球总决赛冠军。
| 位置   | 国籍 | 队员      | 中文名 |
| ------ | ---- | --------- | ------ |
| 主教练 | 🇨🇳   | NV.Carrot | 黃佳銘 |
| 突击位 | 🇨🇳   | NV.大泉   | 陈泉   |
| 突击位 | 🇨🇳   | NV.77H    | 徐舟航 |
| 指挥位 | 🇨🇳   | NV.ydd    | 刘搏   |
| 指挥位 | 🇨🇳   | NV.Z9     | 陈子璇 |
| 指挥位 | 🇨🇳   | NV.ice    | 王梓屹 |

（以上名單截止於2025年5月）